# Richard Trautmann
Richard Trautmann (ur. 7 lutego 1969 w Monachium) – niemiecki judoka, zdobywca brązowych medali na letnich igrzyskach olimpijskich w Barcelonie i letnich igrzyskach olimpijskich w Atlancie. Na mistrzostwach świata w roku 1993 wywalczył brązowy medal w kategorii 60 kg. Startował w Pucharze Świata w latach 1991, 1993, 1995 i 1997.